# Діаграма Далітца

Типова діаграма Далітца для розпаду частинки зі спіном 0 та масою на три легші частинки, також зі спіном 0, та масами,,. Кожна конкретна подія розпаду однієї конкретної частинки матиме конкретні значення кінематичних параметрів (одну точку на цій діаграмі), в той час як для заповнення діаграми необхідно вивчити принаймні кілька сотень таких подій.
Якщо розпад є дійсно тричастинковим, без проміжних резонансів, ці події будуть розподілені рівномірно на діаграмі, але лише всередині сірої області, яка є кінематично дозволеною законом збереження 4-імпульсу. Якщо розпад відбувається з участю проміжного резонанса (зі спіном 0), який потім розпадається на частинки 1 і 2, утвориться скупчення подій вздовж блакитної лінії. Якщо розпад відбувається з участю іншого проміжного резонанса (також зі спіном 0), який потім розпадається на частинки 1 і 3, утвориться скупчення подій вздовж помаранчевої лінії. Якщо ж спіни резонансів відмінні від нуля, форма розподілу подій буде складнішою.

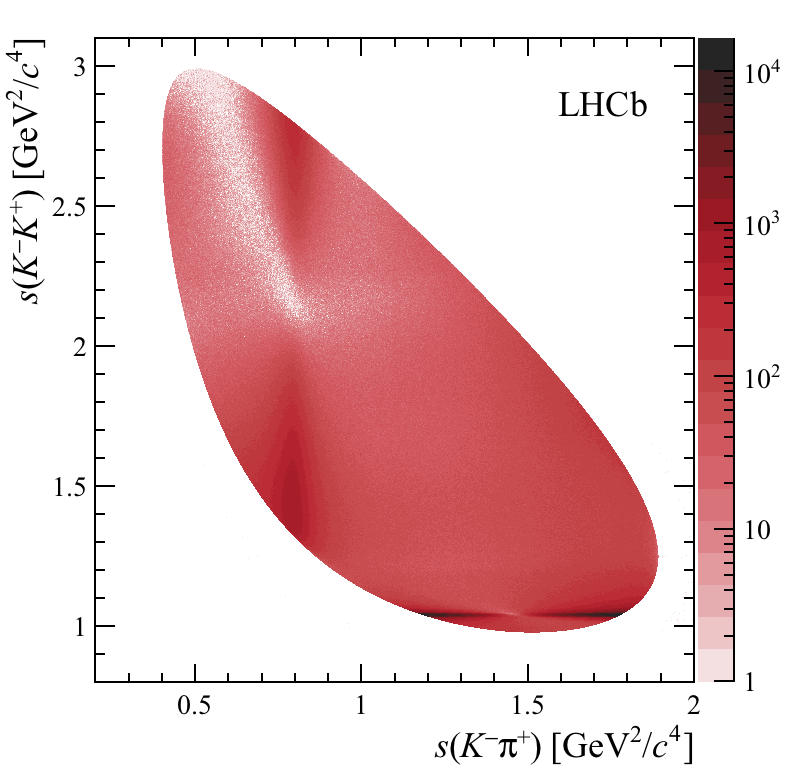
Діаграма Далітца для розпаду в експерименті LHCb, з чітко вираженими резонансами (вертикальне скупчення) та (горизонтальне скупчення).
Колір відображає кількість зареєстрованих подій. Розподіли подій в області резонансів нерівномірні через те, що ці резонанси мають спін 1, а також через інтерференцію між резонансними та тричастинковим процесом.

Діаграма Далітца (англ. Dalitz plot) — це графічне представлення результатів, яке використовується у фізиці елементарних частинок для аналізу розпадів частинок на три інші частинки.
Цю діаграму ввів до вжитку Річард Далітц в 1953 році при розгляді розпадів K-мезонів.
Кінематику тричастинкових розпадів можна повністю описати, використовуючи тільки дві змінні. Традиційно діаграма Далітца представлена у вигляді двовимірної діаграми, на осях якої відкладається інваріантна маса двох різних пар частинок розпаду. Наприклад, якщо деяка частинка A розпадається на три частинки 1, 2 і 3, то діаграма Далітца для цього розпаду являє собою двовимірну гістограму, де вздовж осі X відкладена {\displaystyle m_{1,2}^{2}}, а вздовж осі Y — {\displaystyle m_{2,3}^{2}}. Якщо розпад дійсно є істинним тричастинковим розпадом, то розподіл подій на діаграмі Далітца повинен бути однорідним. Але зазвичай тричастинкові розпади проходять за участю резонансів, тобто частинка розпадається на резонанс і зареєстровану частинку, а резонанс в свою чергу розпадається на дві інші частинки. В такому випадку розподіл подій на діаграмі Далітца приймає суттєво неоднорідну структуру з підвищеною концентрацією подій в області інваріантних мас, що збігаються з масою резонансів. Діаграма Далітца є зручним інструментом дослідження динаміки тричастинкових розпадів. Ця техніка може бути пристосована також для вивчення 4-частинкових розпадів.

## Прямокутна репрезентація
Математичне моделювання стандартної репрезентації діаграми Далітца ускладнене її нетривіальною формою. Однак, можна ввести такі кінематичні змінні, в яких межі діаграми Далітца набувають прямокутної форми:
{\displaystyle m'(1,2)={\frac {1}{\pi }}\arccos \left(2*{\frac {m(1,2)-m(1,2)_{min}}{m(1,2)_{max}-m(1,2)_{min}}}-1\right)};
{\displaystyle \theta '(1,2)={\frac {1}{\pi }}\theta (1,2)};
де {\displaystyle m(1,2)} — інваріантна маса частинок 1 та 2 в конкретній події розпаду; {\displaystyle m(1,2)_{max}} та {\displaystyle m(1,2)_{min}} — її кінематично дозволені максимальне та мінімальне значення, а {\displaystyle \theta (1,2)} — кут між частинками 1 і 3 в системі центру мас частинок 1 і 2.